# 프레이밍
사회과학 에서 프레이밍(framing)은 개인, 그룹, 사회가 현실에 대해 어떻게 조직하고, 인식하고, 소통하는지에 대한 일련의 개념과 이론적 관점으로 구성된다. 이러한 프레이밍은 생각이나 대인 커뮤니케이션에서도 나타날 수 있는데, 생각에서의 "사고의 틀"은 현실에 대한 정신적 표현, 해석, 단순화로 구성된다. "통신의 프레임"은 서로 다른 행위자 간의 프레임 통신으로 구성된다. 프레이밍은 인간 간의 사회적 상호 작용을 연구하는 사회학의 핵심 구성 요소이며 프레이밍은 매일 데이터를 전달하고 처리하는 데 필수적인 부분이다. 성공적인 프레이밍 기술은 수신자가 이미 알고 있는 것과 연결될 수 있는 방식으로 정보를 맥락화함으로써 무형 주제의 모호성을 줄이는 데 사용되기도 한다.
사회 이론 에서 프레이밍은 개인이 사건을 이해하고 대응하기 위해 의존하는 일화 와 고정관념의 모음이다. 즉, 사람들은 생물학적, 문화적 영향을 통해 일련의 정신적 "필터"를 구축하며 그런 다음 구축한 필터를 사용하여 세상을 이해한다. 이런 이해 방식으로 인해 그들이 내리는 선택은 프레임 생성에 영향을 받게 된다. 프레이밍에는 대중 매체 소스, 정치 또는 사회 운동, 정치 지도자 또는 기타 행위자 및 조직에 의한 사회 현상 의 사회적 구성이 포함된다. 언어 공동체에 참여하는 것은 단어나 구에 부여된 의미에 대한 개인의 "인식"이 필연적으로 영향을 미치며 정치적으로 광고, 종교, 대중 매체 등의 언어 공동체는 일반적인 공동체보다 날카로운 언어 의미가 오간다. 이처럼 날카로운 분위기보다 덜 날카로운 분위기의 언어 공동체의 프레이밍은 진화 가능성이 더 높다.
청중과 제시되는 정보의 종류에 따라 의사소통의 프레이밍을 긍정적이거나 부정적인 것으로 구분할 수 있다. 프레이밍은 두 개 이상의 논리적으로 동등한 대안이 서로 다른 방식으로 묘사되는 등가 "프레임"(프레이밍 효과 문서 참고) 또는 상황이나 문제의 관련 측면의 하위 집합에 초점을 맞춰 현실을 단순화하는 "강조 프레임"의 형태로 구분되는데 "등가 프레임"의 경우 표시되는 정보는 동일한 사실을 기반으로 하지만 표시되는 "프레임"이 변경되어 의존적 인식이 생성된다.
프레이밍의 효과는 저널리즘에서 볼 수 있다. 동일한 정보를 기반으로 사용되기 때문에 문제를 둘러싼 프레임은 실제 사실을 바꾸지 않고도 독자의 인식을 바꿀 수 있다. 이는 이야기를 다루기 위해 미디어가 특정 단어와 이미지를 선택함으로써 이뤄진다(예: "태아"라는 단어 대신 "아기"라는 단어 사용). 정치 또는 대중 매체 커뮤니케이션의 맥락에서 프레임은 특정 해석을 장려하고 다른 해석을 방해하는 방식으로 수사학 요소를 포함한다. 특히 정치적 목적을 위해 프레이밍은 종종 해결책이 필요한 문제를 암시하는 방식으로 사실을 구성해 보여준다. 이를 위해 정당의 구성원은 자신의 정치적 성향에 유리한 해결책이 현재 상황에 가장 적합한 조치로 보이도록 문제를 구성하려고 시도하기도 한다.

## 예시
우리가 어떤 사건을 설명하려고 할 때, 이해는 우리의 해석(프레임)에 기초한다. 예를 들어 누군가 빠르게 눈을 감았다가 뜨면, 우리는 이것을 " 물리적 프레임 "(눈을 깜박임)으로 해석하는지, " 사회적 프레임 "(윙크함)으로 해석하는지에 따라 다르게 반응한다. 해석은 다음과 같이 다를 수 있다. 먼지 얼룩으로 인해 발생한 눈 깜박임(자발적이지 않고 특별히 의미가 없는 반응을 초래함). 윙크는 자발적이고 의미 있는 행동(예를 들어 공범자에게 유머를 전달하는 것)을 암시할 수 있다.
개인은 세상을 바라 볼 때 자신이 이해할 수 있는 해석 프레임을 지속적으로 투사하는데, 프레임의 불일치로 인해 프레임 전환이 필요할 때만 프레임을 전환한다.(또는 습관적으로 프레임을 적용했다는 사실을 깨닫기도 함). 즉, 우리는 무언가가 한 프레임을 다른 프레임으로 교체하도록 강요할 때 항상 이미 사용하고 있는 프레임만 인식하게 되는 것이다.
일부에서는 프레이밍을 의제 설정 과 동의어로 간주하지만 다른 학자들은 차이점이 있다고 말한다. Donald H. Weaver가 작성한 기사에 따르면 프레이밍은 문제에 대한 특정 해석과 평가를 이끌어내기 위해 문제의 특정 측면을 선택하고 이를 더욱 눈에 띄게 만드는 반면, 의제 설정은 문제 주제를 도입하여 중요성과 접근성을 높인다.

## 커뮤니케이션 연구에 미치는 영향
커뮤니케이션에서의 프레이밍은 뉴스 미디어 보도가 어떻게 대중의 의견을 형성하는지를 정의한다. Richard E. Vatz의 수사적 의미 창조에 대한 담론은 프레이밍에 대해 거의 언급하지 않으나 다음과 같은 관련이 있다. 구체적으로 프레이밍 효과는 특정 정보가 공개 담론 에서 프레임화되는 방식으로 인해 발생하는 행동 또는 태도 전략 및 결과를 의미하는데, 특히 오늘날 주요 커뮤니케이션 저널의 많은 볼륨에는 미디어 프레임 및 프레이밍 효과에 대한 논문이 포함되어 있다. 이러한 논문에 사용된 접근 방식은 크게 종속 변수로서의 프레이밍 연구와 독립 변수로서의 프레이밍 연구의 두 그룹으로 분류될 수 있다. 전자는 일반적으로 "프레임 구축"(즉, 프레임이 문제에 대한 사회적 담론을 생성하는 방식과 언론인이 다양한 프레임을 채택하는 방식)을 다루고 후자는 "프레임 설정"(즉, 미디어 프레이밍이 청중에게 영향을 미치는 방식)을 다루고 있다.

### 프레임 빌딩
프레임 구축 연구는 일반적으로 언론인이 특정 문제를 구성하는 방식에 영향을 미치는 세 가지 주요 영향은 다음과 같다.
- 체계적(예: 특정 연구 환경에서 미디어 또는 정치 시스템의 특성)
- 조직적(예: 정치적 성향, 직업적 일상, 정부 및 엘리트와의 관계 등과 같은 미디어 조직의 특징)
- 시간적 맥락(예: 트리거링 이벤트 후 경과된 시간).[10]

어빙 고프먼은 프레임의 의미가 암묵적인 문화적 뿌리를 갖고 있다고 가정하면서 프레임 형성자로서 문화적 맥락의 역할을 강조했다. 미디어 프레임의 이러한 맥락 의존성은 '문화적 공명' 또는 '이야기의 충실도'로 설명되었는데 예를 들어, 대부분의 사람들은 교회와 국가의 분리에 관한 이야기에서 프레임을 알아차리지 못한다. 왜냐하면 미디어는 일반적으로 그들의 이야기를 종교적 관점에서 구성하지 않기 때문이다. 이렇게 프레임 구축은 언론인이 적용하는 프레임의 생성이나 변경에 영향을 미치는 프로세스이며 의제 설정 연구에서 가져온 프레임 구축이라는 용어는 이러한 프로세스를 가장 잘 표현하는 용어이다.

### 프레임 설정
사람들이 새로운 뉴스 프레임에 노출되면 문제에 적용할 수 있는 구성을 받아들이지만, 해당 설정에 대한 기존 사고방식을 갖고 있을 때 받아들일 가능성이 훨씬 더 높다. 이를 적용 효과라고 일컫는데 즉, 새로운 프레임이 사람들에게 기존 스키마를 문제에 적용하도록 초대할 때 해당 적용의 의미는 해당 스키마에 무엇이 있는지에 따라 달라진다. 따라서 일반적으로 청중이 이슈에 대해 더 많이 알수록 프레임은 더 효과적이다. 예를 들어, 청중이 담배 산업의 기만적인 관행에 대해 더 많이 알수록, 흡연이 건강에 미치는 영향에 대해 흡연하는 개인보다 담배 산업이 책임을 져야 한다는 틀이 더 효과적인 것처럼 말이다.
연구된 프레이밍 효과에는 다양한 수준과 유형이 있다. 예를 들어, 학자들은 태도 및 행동 변화, 문제의 중요성 인식 정도, 투표 결정 및 의견 형성에 중점을 두었는데, 다른 사람들은 적용 가능성 이외의 심리적 과정에 관심이 있다는 주장이 있다. 예를 들어, Iyengar는 사회 문제에 대한 뉴스가 인과 관계 및 치료 책임의 귀인에 영향을 미칠 수 있다고 제안했으며, 이는 정치 지도자의 인지적 반응과 평가 모두에서 관찰되는 효과라고 말할 수 있다. 또한 다른 학자들은 수신자의 평가 처리 스타일에 대한 프레이밍 효과를 살펴보고 문제에 대한 청중의 생각의 복잡성. 프레임 설정 연구는 또한 프레임이 누군가가 문제에 대해 생각하는 방식(인지적)이나 문제에 대해 느끼는 방식(정서적)에 어떻게 영향을 미칠 수 있는 지를 다룬다.

## 매스커뮤니케이션 연구에서
뉴스 미디어는 특정 가치, 사실 및 기타 고려 사항을 강조하고 관련 판단을 내리는 데 더 큰 적용 가능성을 부여함으로써 뉴스 항목을 구성한다. 특히 뉴스 미디어는 특정 정의, 해석, 평가 및 권장 사항을 장려한다.

### 커뮤니케이션 연구의 기초
인류학자 그레고리 베이트슨(Gregory Bateson)은 프레이밍의 개념을 "상호작용 메시지 집합의 공간적, 시간적 경계"로 처음 정의했다(A Theory of Play and Fantasy, 1954, 1972년 저서 Steps to an Ecology of Mind 에서 재생산됨).

#### 미디어 프레이밍 연구의 사회학적 뿌리
미디어 프레이밍 연구는 사회학적, 심리학적 뿌리를 모두 갖고 있다. 사회학적 프레이밍은 의사소통자가 정보를 수신자에게 전달할 때 사용하는 "단어, 이미지, 문구 및 표현 스타일"에 중점을 둔다. 사회학적으로 주도되는 미디어 연구에서 프레임에 대한 연구는 일반적으로 미디어 콘텐츠의 프레임 존재에 대한 "사회적 규범 및 가치, 조직적 압력 및 제약, 이익 집단의 압력, 저널리즘 루틴, 저널리스트의 이념적 또는 정치적 성향"의 영향을 분석하기도 한다.
토드 기틀린(Todd Gitlin)은 1960년대 뉴스 미디어가 어떻게 학생 신좌파 운동에 대한 인식을 부정적으로 만들었는지 분석하면서 사회학적 관점에서 미디어 프레임을 조사한 최초의 사람 중 하나다. Gitlin은 프레임이 "인식, 해석, 표현, 선택 및 강조의 지속적인 패턴"이라고 정의했으며 언론인과 그들의 글을 읽는 우리 모두에게 세상을 조직한다" 라고 말했다.

#### 미디어 프레이밍 연구의 심리적 뿌리
심리적 접근으로 진행되는 미디어 연구에서의 프레임에 대한 연구는 일반적으로 미디어 프레임이 그것을 받는 사람들에게 미치는 영향을 조사한다. 예를 들어, Iyengar는 범죄, 테러, 빈곤, 실업, 인종 불평등을 포함한 정치적 문제에 대한 시청자의 책임 귀인에 에피소드 및 주제별 뉴스 프레임이 미치는 영향을 조사했는데 Iyengar에 따르면 에피소드형 뉴스 프레임은 "사례 연구 또는 사건 중심 보고서의 형태를 취하고 구체적인 사례의 관점에서 공개 문제를 묘사한다." 즉, 특정 시간의 특정 장소에 초점을 맞춘다는 것이다. 주제별 뉴스 프레임은 "공공 문제를 배치하는 것" 과 추상적 맥락에서 일반적인 결과나 조건을 지향한다. 예를 들어 여러 장소와 시간에서 발생하는 공통성을 탐구하는 것처럼 말이다. 특히 Iyengar는 빈곤에 대한 대부분의 텔레비전 뉴스 보도가 일시적이라는 사실을 발견했다. 실제로 Iyengar는 6년간의 텔레비전 뉴스 내용 분석에서 일반 뉴스 시청자가 빈곤에 관한 주제별 텔레비전 뉴스보다는 에피소드별 뉴스를 접할 확률이 두 배 더 높다는 분석을 도출해냈다.
또한, 실험 결과에 따르면 빈곤에 대한 에피소드별 뉴스 보도를 시청한 참가자는 빈곤에 대한 주제별 뉴스 보도를 시청한 참가자보다 빈곤에 대한 책임을 사회보다는 가난한 사람들 자신에게 돌릴 확률이 2배 이상 높았다. 빈곤에 대한 일시적인 구성이 지배적이라는 점을 감안할 때 Iyengar는 텔레비전 뉴스가 빈곤에 대한 책임을 정부와 사회에서 가난한 사람들에게로 전가한다고 주장한다. 예를 들어, 뉴스 매체는 가난한 사람들이 일하러 가는 것보다 집에 머물고 싶어한다는 것을 암시하는 "게으름과 기능 장애" 프레임을 사용할 수 있는 것이다. 빈곤 및 기타 정치 문제에 대한 내용 분석과 실험 데이터를 조사한 후 Iyengar는 에피소드별 뉴스 프레임이 시민의 정치적 책임에 대한 속성을 사회와 정치 엘리트로부터 멀어지게 하여 이러한 문제를 해결하려는 정부의 노력을 지지하지 않게 만들고 연관성을 모호하게 만든다는 결론을 내렸다.

#### 시각적 프레이밍
시각적 프레이밍(Visual Framing)은 현실의 특정 부분을 묘사하기 위해 이미지를 사용하는 과정을 말한다. 시각적인 요소는 텍스트 프레임과 함께 의미를 표현하는 데 사용될 수 있다. 텍스트와 시각적 기능은 동시에 가장 잘 작동하며 특히 인쇄 및 스크린 기반 기술의 발전으로 인해 정보 전달의 두 가지 모드가 통합되었다. 각 모드에는 제한 사항이 있으므로 함께 사용하는 것이 가장 좋으며 의미를 형성하는 데 상호 연결된다.
이미지는 단어보다 방해가 적고 인지 부하가 적기 때문에 텍스트보다 더 선호된다. 심리학적인 관점에서 볼 때, 이미지는 정보를 뇌에 전달하기 위해 눈의 신경 세포를 활성화시키며 이미지는 또한 더 강한 감정적 매력을 불러일으킬 수 있고 높은 매력 가치를 가질 수 있다. 또한, 프레이밍 맥락에서 이미지는 정보를 프레이밍하는 과정에서 문제와 사실을 모호하게 만들 수도 있다. 시각적 요소는 우리 주변 세계를 더 잘 이해할 수 있도록 돕기 위해 사건이나 장면의 맥락을 그래픽으로 묘사하는 은유, 묘사, 상징과 같은 수사적 도구로 구성되며 이미지는 카메라에 캡처된 것과 실제 세계에서 표현된 것 사이에 일대일 대응을 가질 수 있다.
시각적 요소는 이해도를 높이는 동시에 유지율도 높여 정보를 더 쉽게 기억하고 상기할 수 있게 해준다. 다만, 이미지의 비교 특성으로 인해 문법 규칙은 적용되지 않는다. 연구자에 따르면 프레이밍은 시각적 프레임을 표시 시스템으로, 문체-기호 시스템으로, 시각적으로 함축 시스템으로, 비주얼을 이데올로기적 표현으로 식별하고 분석하는 4단계 모델에 반영되는데 연구자들은 정보를 이해하기 위해 이미지에만 의존하지 않도록 주의한다. 텍스트보다 더 큰 힘을 갖고 현실과 더 관련성이 높기 때문에 잠재적인 조작과 연출을 간과하고 이를 증거로 오해할 수도 있다.
이미지는 이미지의 상징과 문체적 특징을 일관된 해석 과정으로 결합함으로써 우리의 기본 속성을 구성하는 기본 원칙을 확인함으로써 이데올로기를 대표할 수 있다. 한 연구에 따르면 뉴스 보도, 특히 정치 관련 보도에서 시각적 프레이밍이 두드러지는 것으로 나타났다. 감정이 담긴 이미지는 정치적 메시지를 구성하는 중요한 도구로 간주되며 특히, 시각적 프레이밍은 문제의 특정 측면을 강조함으로써 효과적일 수 있다. 이는 공감 프레이밍으로 알려진 전쟁 및 분쟁 뉴스를 묘사하는 데 일반적으로 사용되는 전술이다. 감성적인 매력을 지닌 시각적 프레이밍이 더욱 많이 사용되는 이유라 할 수 있다. 또한 이러한 유형의 프레이밍은 운동 장애와 관련된 운동을 포함하여 다른 맥락에도 적용될 수 있다. 이러한 맥락에서 봤을 때 시각적 프레이밍은 이전에 확립된 미디어 고정관념인 운동 및 신체적 무능력에 대한 관점을 재해석할 수 있다.

### "분열된 패러다임"의 명확한 구별
미디어에서 프레임이란 "인식된 현실의 일부 측면을 선택하고 특정 문제 정의, 우연한 해석, 도덕적 평가 및 치료 권장 사항을 촉진하는 방식으로 의사소통 맥락에서 이를 더욱 강조되게끔 만드는 것이다. 미디어 표현의 효과에서 프레이밍의 역할은 널리 논의되어 왔으며, 사실 정보에 대한 관련 인식은 정보 표현에 따라 달라질 수 있다는 중심 개념이 있다. 언론인들이 반드시 의식적으로 이러한 프레임을 개발하고 사용하는 것은 아니지만 아이디어를 정리하고 미디어의 이슈가 무엇인지 제시하는 방법으로 사용되는 경우가 많다. 그 방법은 아래와 같다.
1. 사람들은 장기 기억의 "참조 저장소"에 관련 정보를 저장한다.[30]
2. 사람들은 더 자주, 최근에 사용된 정보가 저장소 상단에 저장되어 더 쉽게 접근할 수 있도록 "참조 저장소"를 구성한다.[30]
3. 사람들은 판단을 내릴 때 장기 기억에서 정보의 작은 부분만 검색하는 경향이 있기 때문에 판단을 내리는 데 사용할 수 있는 정보 중 가장 접근하기 쉬운 부분을 검색하는 경향이 있다.[30]

그러므로 프레이밍의 근간을 이루는 심리적 과정으로서 접근성을 지지하는 주장은 다음과 같이 요약될 수 있다. 사람들은 공무 정보를 얻기 위해 뉴스 미디어에 크게 의존하기 때문에 공무에 대해 가장 접근하기 쉬운 정보는 종종 그들이 소비하는 공무 뉴스에서 나온다고 요약할 수 있다. 이 주장은 또한 프레이밍이 의제 설정의 두 번째 수준의 일부로서 의제 설정 이론에 포함되어야 하는지에 대한 논쟁에서 뒷받침으로 인용되었으며 특히, McCombs와 기타 의제 설정 학자들은 프레이밍이 미디어 제작, 콘텐츠 및 청중 효과를 연결하는 미디어 효과의 복잡한 모델로서 의제 설정의 우산 아래 프라이밍 과 함께 통합되어야 한다는 데 동의하고 있다. 실제로 McCombs, Llamas, Lopez-Escobar 및 Rey는 절약을 전제로 프레임 구성과 의제 설정 연구를 결합하려는 시도를 정당화했다.
그러나 Scheufele는 의제 설정 및 프라이밍과 달리 프레이밍은 주로 접근성에 의존하지 않으므로 절약을 위해 프레이밍과 의제 설정 및 프라이밍을 결합하는 것은 부적절하다고 주장한다. 이 주장을 위해 경험적 증거를 사용하여 Scheufele는 입증하려 한다. 예를 들어 Nelson, Clawson 및 Oxley는 두드러짐보다는 적용 가능성이 핵심임을 경험적으로 입증했고 특히, Nelson, Clawson 및 Oxley는 접근성이 높은 정보로 인해 응답 시간이 빨라지는 응답자 답변의 응답 대기 시간 측면에서 접근성을 측정하면서 접근성은 프레이밍 효과의 차이 중 극히 일부만 설명하는 반면 적용성은 대부분의 비율을 차지한다는 것을 보여주었다. 따라서 Nelson과 동료에 따르면 "프레임은 특정 가치, 사실 및 기타 고려 사항을 강조하여 의견에 영향을 미치며 대체 프레임에서 보이는 것보다 문제에 대한 더 큰 연관성을 부여한다."
즉, 초기 연구에서는 프레임이 문제의 특정 측면을 강조함으로써 특정 고려 사항에 더 쉽게 접근할 수 있게 하여 판단 과정에 더 많이 사용될 가능성이 있다고 제안했지만, 보다 최근의 연구에서는 프레임이 특정 고려 사항을 고려하여 작동한다고 제안된다. 고려 사항이 더 적용 가능하고 따라서 판단 과정에 더 관련성이 높기 때문이다.

### 동등성 VS 강조: 미디어 연구의 두 가지 유형의 프레임
Chong과 Druckman은 프레이밍 연구가 주로 동등성 프레임과 강조 프레임이라는 두 가지 유형의 프레임에 중점을 두고 있다고 주장한다. 동등성 프레임은 "다르지만 논리적으로 동등한 문구"를 제공하여 개인이 자신의 선호도를 변경하게 하는 반면 등가성 프레임은 종종 "이득"과 "손실"이라는 용어로 표현된다. 예를 들어, Kahneman과 Tversky는 참가자들에게 600명의 사망이 예상되는 가상의 질병 발생에 대해 두 가지 "이득 프레임" 정책 대응 중에서 선택하도록 요청했고 응답 A는 200명을 구할 수 있는 반면, 응답 B는 모든 사람을 구할 확률은 1/3이지만, 아무도 구하지 못할 확률은 2/3이라고 고지하였다. 이에 참가자들은 덜 위험한 선택이라고 생각하는 응답 A를 압도적으로 선택했다. 여기서 Kahneman과 Tversky는 다른 참가자들에게 동일한 질병 발생에 대해 두 가지 동등한 "손실 프레임" 정책 대응 중에서 선택하도록 요청했다. 이 조건에서 응답 A는 400명을 죽일 것이고 응답 B는 아무도 죽이지 않을 확률은 1/3이고 모든 사람을 죽일 확률은 2/3이라고 고지했으며 이러한 옵션은 "이득 프레임" 조건에서 제공된 옵션과 수학적으로 동일하지만 참가자는 압도적으로 위험한 옵션인 응답 B를 선택했다. 즉, Kahneman과 Tversky는 잠재적 이익 측면에서 설명할 때 사람들은 덜 위험한 옵션(즉, 확실한 이익)이라고 생각하는 것을 선택하는 경향이 있음을, 반대로 잠재적인 손실에 직면했을 때 사람들은 더 위험한 옵션을 선택하는 경향이 있음을 보여주었다.
동등성 프레임과 달리 강조 프레임은 개인이 판단을 내리는 데 사용하는 "질적으로 다르지만 잠재적으로 관련 있는 고려사항"을 제공하는데 여기서 강조 프레임은 의제 설정과 다르다는 점에 유의하는 것이 중요하다. 강조 프레임은 특정 인지 스키마를 불러일으키는 의사소통 구조의 변화를 나타낸다. 의제 설정은 메시지 문제의 빈도나 중요도에 따라 사람들에게 무엇을 생각할지 알려주며 강조 프레이밍은 메시지 구조의 영향을 의미하고, 의제 설정은 내용의 중요성의 영향을 의미한다. 예를 들어 Nelson, Clawson 및 Oxley는 Ku Klux Klan의 집회 계획을 소개하는 뉴스 기사를 참가자들에게 노출시켰고 한 조건의 참가자는 공공 안전 문제의 관점에서 문제를 구성하는 뉴스 기사를 읽고, 다른 조건의 참가자는 언론의 자유 고려 사항 측면에서 문제의 틀을 잡은 뉴스 기사를 읽었다. 그 후 공공 안전 상황에 노출된 참가자들은 클랜의 집회 허용 여부를 결정하는 데 공공 안전이 적용된다고 생각했으며 예상대로 클랜의 집회 개최 권리에 대해 더 낮은 관용을 표명했다. 반면 언론의 자유 조건에 노출된 참가자들은 클랜이 집회를 개최할 수 있는지 여부를 결정하는 데 언론의 자유가 적용된다고 생각했으며 예상대로 클랜의 집회 개최 권리에 대해 더 큰 관용을 표명했다.

## 금융 분야
선호도 뒤바뀜 및 기타 관련 현상은 전통 경제학의 기초인 합리적 선택에 대한 예측과 모순되기 때문에 행동 경제학 내에서 더 넓은 관련성을 갖는다. 투자, 대출, 차입 결정에 영향을 미치는 프레임 편향은 행동 금융의 주제 중 하나이다.

## 심리학, 경제학 분야

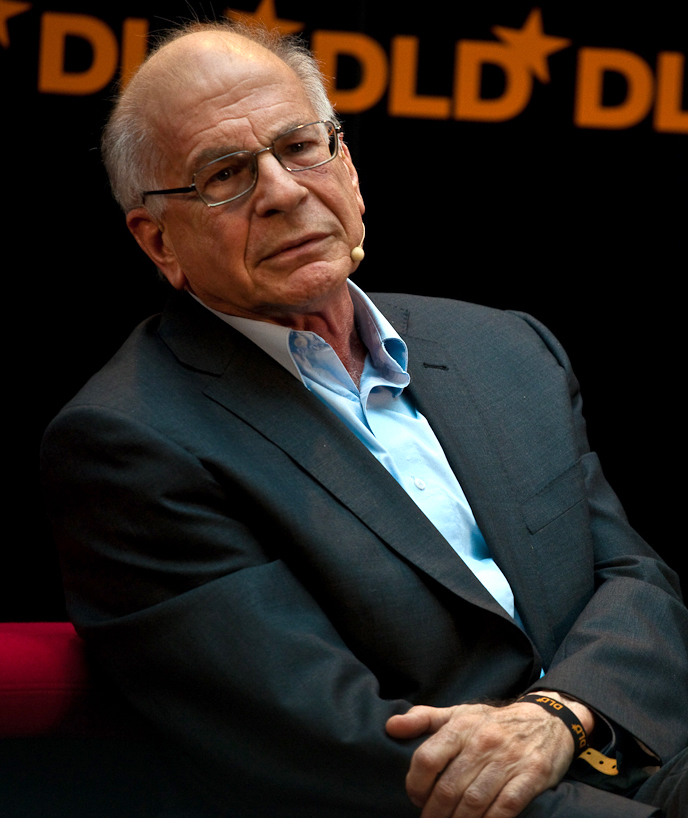
다니엘 카너먼

Amos Tversky 와 Daniel Kahneman은 프레이밍이 선택 문제 (즉, 사람이 내리는 선택)의 결과에 영향을 미칠 수 있어 합리적 선택의 고전적인 공리 중 일부가 사실이 아닐 수 있음을 보여주었다. 이는 전망 이론의 발전으로 이어졌으며 의사결정자가 채택한 문제의 맥락이나 틀은 부분적으로는 제공된 의사결정 옵션에 대한 외부적 조작뿐만 아니라 의사결정자에게 내재된 힘(예: 규범, 습관, 독특한 기질) 으로부터도 발생한다고 주장한다.

### 실험적 시연
Tversky와 Kahneman(1981)은 실험을 통해 아시아 질병 문제에서 동일한 문제가 다른 방식으로 제시될 때 체계적임을 입증했다. 실험은 다음과 같다. 참가자들에게 "미국이 600명의 목숨을 앗아갈 것으로 예상되는 특이한 아시아 질병의 발발에 대비하고 있다고 상상을 지시한 후 이 질병에 맞서기 위한 두 가지 대안 프로그램이 제시했다. 해당 프로그램의 결과에 대한 정확한 과학적 추정치를 가정하라고 실험했다." 그 상세 내용은 다음과 같다."
첫 번째 참가자 그룹에는 프로그램 중에서 선택할 수 있는 기회가 주어졌다.
600명으로 구성된 그룹에서는
- 프로그램 A: "200명이 구원받게 될 것이다"
- 프로그램 B: "600명이 구원받을 확률은 1/3이고, 한 명도 구원받지 못할 확률은 2/3"

참가자 중 72%가 프로그램 A를 선호했고 나머지 28%는 프로그램 B를 선택했다.
두 번째 참가자 그룹에는 다음 중 하나를 선택할 수 있었다.
600명으로 구성된 그룹에서
- 프로그램 C: "400명이 죽을 것이다"
- 프로그램 D: "아무도 죽지 않을 확률은 1/3이고, 600명이 죽을 확률은 2/3"

이 결정 프레임에서 78%는 프로그램 D를 선호했고 나머지 22%는 프로그램 C를 선택했다.
프로그램 A와 C는 동일하며 프로그램 B와 D도 동일하다. 그러나 결과는 상이했다. 두 참가자 그룹 간의 결정 프레임 변화로 인해 선호도가 반전되었기 때문이다. 프로그램이 인명 구조 측면에서 제시되었을 때 참가자들은 안전한 프로그램 A를 선호했으며 (= C). 프로그램이 예상 사망 측면에서 제시되었을 때 참가자들은 도박 D(= B)를 선택했다.

### 절대적 및 상대적 영향
프레이밍 효과는 상대적 위험 감소 (RRR) 또는 절대 위험 감소 (ARR)로 혜택을 표현할 수 있는 여러 시나리오를 사용하여 결정을 내릴 수 있기 때문에 발생한다. 의사결정자가 채택한 인지적 구별( 위험 허용 과 보상 기대 사이)에 대한 외부적 통제는 상대적 위험 과 절대 이익의 표현을 변경함으로써 발생할 수 있다.
사람들은 일반적으로 이익을 보장하는 긍정적인 프레이밍 효과에 내재된 절대적인 확실성을 선호한다. "의사결정 옵션이 이득이 있을" 것으로 예상되면 위험을 회피하는 선택이 우세하며 위험 추구 행동으로의 전환은 의사 결정자가 부정적인 측면에서 결정을 내리거나 부정적인 프레이밍 효과를 채택할 때 발생한다. 다만 의학적 의사결정 에서는 효능에 대한 절대적인 척도를 사용하여 프레이밍 편향을 피하는 것이 가장 좋다고 언급된다.

### 프레임 조작 연구
연구자들은 의사결정 문제를 긍정적인 시각으로 구성하면 일반적으로 덜 위험한 선택이 가능하다는 사실을 발견했다. 문제를 부정적으로 프레이밍하면 더 위험한 선택이 초래되는 경향이 있다는 것이다. 다트머스 의과대학 연구진의 연구에 따르면 피험자의 57%는 상대적인 이점이 있는 약물을 선택한 반면, 절대적인 이점이 있는 약물은 14.7%만 선택했다. 즉, 환자들에 대한 추가 질문에서는 피험자들이 질병의 근본적인 위험을 무시했기 때문에 상대적인 용어로 표현했을 때 혜택이 더 크다고 인식한 것으로 나타났다는 것이다.

### 이론적인 모델
연구자들은 프레임 효과를 설명하는 다양한 모델을 제안했다.
그 모델은 다음과 같다.
- 퍼지 추적 이론 : 같은 인지 이론은 잠재적 이득과 손실의 가치를 결정하는 데 투입되는 인지 처리 노력의 양을 결정함으로써 프레이밍 효과를 설명하려고 시도한다.
- 전망 이론 : 사람들이 동등한 이득보다 손실에 더 큰 가중치를 부여한다는 가정에 기초하여 서로 다른 인지된 가치에 대한 선호에 의해 결정되는 기능적 측면에서 프레이밍 효과를 설명한다.
- 동기 이론 : 잠재적인 손실로 인해 유발되는 부정적인 감정이 일반적으로 가상의 이득으로 유발되는 감정보다 더 크다는 개념에 기초하여 개인에게 영향을 미치는 쾌락적 힘(예: 두려움, 소망)의 측면에서 프레이밍 효과를 설명한다.
- 인지적 비용-편익 상충 이론 : 선택을 올바른 결정에 대한 선호 또는 인지적 노력 최소화에 대한 선호와 같은 욕구 사이의 절충으로 정의하며 인지 이론과 동기 이론의 요소를 결합한 이 모델은 확실한 이득의 가치를 계산하는 데 위험한 이득을 선택하는 데 필요한 인지적 노력보다 훨씬 적은 노력이 필요하다고 가정한다.

### 신경영상 분야
인지 신경과학자들은 프레이밍 효과를 편도체의 신경 활동과 연결하고 결정에 대한 감정의 역할을 조절하는 것으로 보이는 또 다른 뇌 영역인 안와 및 내측 전전두엽 피질 (OMPFC)을 확인했다. 재정적 의사 결정 작업 중에 뇌 활동을 모니터링하기 위해 기능적 자기 공명 영상 (fMRI)을 사용하여 프레이밍 효과에 덜 민감한 연구 대상자의 OMPFC에서 더 큰 활동을 관찰했다.

## 사회학 분야
프레이밍 이론과 프레임 분석은 분석가들이 커뮤니케이션 연구, 뉴스 (Johnson-Cartee, 1995), 정치, 사회 운동 (다른 응용 분야 중에서)에서 사용한 광범위한 이론적 접근 방식을 제공한다. Bert Klandermans에 따르면, "집단 행동 프레임의 사회적 구성"에는 "공공 담론, 즉 미디어 담론과 개인간 상호 작용의 인터페이스, 운동 조직, 반대자 및 반운동 조직의 동원 캠페인 중 설득력 있는 의사소통, 그리고 운동 중 의식 향상이 포함된다.

### 역사
단어 선택은 수사학의 구성 요소였다. 대부분의 평론가들은 프레임 분석 에 대한 어빙 고프먼의 작업에서 프레이밍의 개념을 돌리고 그의 1974년 저서 "인 프레임 분석: 경험의 조직에 관한 에세이"를 지적한다. Goffman은 프레임 개념을 사용하여 개인이나 그룹이 사건과 발생을 "위치, 인식, 식별 및 레이블 지정"하여 의미를 렌더링하고 경험을 조직하며 행동을 안내할 수 있도록 하는 "해석의 도식"을 표시했다. Goffman의 프레이밍 개념은 인상 관리에 대한 논평인 1959년 작품인 The Presentation of Self in Everyday Life에서 발전했으며 이 작품들은 Kenneth Boulding의 이미지 개념에 의존하고 있다.

### 사회 운동
사회학자들은 사회 운동의 과정을 설명하기 위해 프레이밍을 활용해 왔다. 운동은 신념과 이데올로기의 전달자 역할을 하는데(밈 비교) 그들은 참가자와 반대자를 위한 의미를 구성하는 과정의 일부로 작동하기 때문이다(Snow & Benford, 1988). 사회학자들은 두 정당 사이에 공명을 일으키기 위해 투사된 프레임이 참가자의 프레임과 일치할 때 대중 운동의 동원이 "성공적"이라고 간주하며 이 과정을 프레임 연구자들은 "프레임 재정렬"이라고 일컫는다.

### 프레임 정렬
Snow와 Benford(1988)는 프레임 정렬을 사회적 동원이나 운동의 중요한 요소로 간주한다. 그들은 개별 프레임이 일치성과 상보성으로 연결될 때 "프레임 정렬"이 발생하여 한 프레임에서 다른 프레임으로 전환하는 확대 과정에서 촉매제인 "프레임 공명"을 생성한다고 주장한다(모든 프레임 노력이 그런 것은 아니지만)  프레이밍 작업에 영향을 미치거나 제한하는 조건은 다음과 같다.
- "구성 노력의 견고성, 완전성 및 철저함". Snow와 Benford(1988)는 세 가지 핵심 프레이밍 작업을 식별하고 프레이머가 이러한 작업에 참여하는 정도가 참가자 동원을 결정할 것이라고 말한다. 그들은 세 가지 작업을 다음과 같이 특성화한다.
  1. 문제를 식별하고 비난을 할당하기 위한 진단 프레임
  2. 문제에 대한 해결책, 전략, 전술을 제안하는 예측 프레임
  3. 무기를 동원하거나 행동에 대한 근거를 제공하는 동기 부여 프레임
- 제안된 프레임과 더 큰 신념체계 사이의 관계 중심성: 프레임은 더 큰 신념 체계 내에서 계층적 중요성과 두드러짐이 낮을 수 없으며 그 범위와 상호 연관성, 만약 프레이머가 그 자체로 더 큰 신념 체계 내에서 제한된 범위를 갖는 하나의 핵심 신념이나 가치에만 프레임을 연결한다면 그 프레임은 높은 수준으로 무시된다.
- 참가자의 현실과 프레임의 관련성 프레임은 참가자에게 관련성이 있어 보여야 하며 참가자에게 정보도 제공해야 한다. 경험적 신뢰성이나 테스트 가능성은 관련성을 제한할 수 있다. 이는 참가자 경험과 관련이 있고 이야기적 충실도를 가지며, 이는 기존 문화적 신화 및 서술에 적합하다는 것을 의미한다.
- 항의의 순환 (Tarrow 1983a; 1983b); 현 시대의 타임라인과 사회 변화에 대한 기존의 선입견에 프레임이 나타나는 지점이며 이전 프레임은 새로운 프레임을 부과하려는 노력에 영향을 미칠 수 있다.

Snow와 Benford(1988)는 위와 같이 적절한 프레임을 구축하면 프레임 정렬을 통해 사회운동에 필요한 사회의 대규모 변화가 이루어질 수 있다고 제안한다.

#### 유형
프레임 정렬은 프레임 브리징, 프레임 증폭, 프레임 확장 및 프레임 변환의 네 가지 형태로 제공된다.
1. "프레임 브리징"은 "특정 문제나 문제에 관해 이념적으로 일치하지만 구조적으로 연결되지 않은 둘 이상의 프레임을 연결하는 것"을 포함한다(Snow et al., 1986, p. 467). 이는 "움직이지 않은 [ 원문 ] 감정 풀 또는 여론 선호 클러스터"에 대한 운동의 연결을 포함한다(p. 467) 비슷한 견해나 불만을 공유하지만 조직적 기반이 부족한 사람들의 모임이다.
2. "프레임 증폭"은 "특정 이슈, 문제 또는 일련의 사건과 관련된 해석 프레임의 명확화 및 활성화"를 의미한다(Snow et al., 1986, p. 469). 이러한 해석적 틀은 일반적으로 가치나 신념을 활성화하는 것과 관련이 있다.
3. "프레임 확장"은 제안된 프레임의 경계를 확장하여 대상 그룹의 견해, 관심 또는 감정을 포함하거나 포괄함으로써 참가자를 통합하려는 운동의 노력을 나타낸다(Snow et al., 1986, p. 472).
4. "프레임 변환"은 제안된 프레임이 "기존의 생활 방식이나 의식 및 현존하는 해석 프레임과 공명하지 않거나 때로는 상반되는 것처럼 보일 수 있는" 경우 필요하다(Snow et al., 1986, p. 473).

이런 일이 발생하면 참가자와 지원을 확보하려면 새로운 가치, 새로운 의미 및 이해가 필요한데,  고프만(1974, pp. 43–44) 이를 "키잉"이라고 부른다. "다른 프레임워크의 관점에서 일부 기본 프레임워크의 관점에서 이미 의미가 있는 활동, 이벤트 및 전기"이기 때문이다.(Snow et al., 1986, p. 474) 프레임 변환에는 다음의 두 가지 유형이 있다.
1. 특정 집단의 상태를 변경하려는 시도와 같은 영역별 변형
2. 세계관의 변화, 사고의 완전한 전환, 익숙한 모든 것의 뿌리 뽑기(예: 공산주의 에서 시장 자본주의 로 또는 그 반대로 이동, 종교적) 와 같이 변화의 범위가 상당히 급진적으로 보이는 글로벌 해석적 프레임 변환 변환 등).

## 수사적 비판
언어 프레이밍에 대한 아이디어는 Kenneth Burke (terministic screens)에 의해 이전에 탐구되었지만, 정치 커뮤니케이션 연구자 Jim A. Kuypers 는 1997년에 수사학적 관점으로 프레임 분석 (프레이밍 분석)을 발전시키는 작업을 처음으로 출판했다. 그의 접근 방식은 텍스트(카이퍼스의 경우 주로 이슈나 사건에 대한 뉴스 서술)에서 시간이 지남에 따라 지속되는 주제를 찾은 다음 해당 주제가 어떻게 구성되는지 결정하는 것에서 귀납적으로 시작된다. 카이퍼스의 작업은 프레임이 "특정한 방식으로 세상에 대한 우리의 인식을 필터링하도록 유도하여 본질적으로 다차원 현실의 일부 측면을 다른 측면보다 더 눈에 띄게 만드는 강력한 수사적 실체"라는 가정에서 시작되며 프레임은 일부 정보를 더 눈에 띄게 만들어 작동된다.
2009년 에세이 "Framing Analysis" in Rhetorical Criticism: Perspectives in Action와 그의 2010년 에세이 "Framing Analysis as a Rhetorical Process 에서 Kuypers는 수사학적 관점에서 프레임 분석을 수행하기 위한 자세한 개념을 제공한다. Kuypers에 따르면, "프레이밍은 의사소통자가 의식적으로든 무의식적으로든 주어진 상황의 사실을 다른 사람이 특정한 방식으로 해석하도록 장려하는 관점을 구성하기 위해 행동하는 프로세스이다. 프레임은 네 가지 주요 방식으로 작동한다. 문제를 진단하고, 원인을 진단하고, 도덕적 판단을 하고, 해결책을 제안한다. 프레임은 문제나 사건에 대한 서술적 설명에서 흔히 발견되며 일반적으로 중심 조직 아이디어이다." 카이퍼스의 작업은 프레이밍이 수사적 과정이라는 전제에 기초하고 있으며 따라서 수사적 관점에서 가장 잘 검토된다. 문제를 치료하는 것은 수사적이지 않으며 관찰자에게 맡기는 것이 가장 좋다.

## 환경 담론에서

### 기후 운동의 역사
기후 운동은 기후 변화와 관련된 지역, 국가, 국제 차원의 대화뿐 아니라 진화하는 사회적 규범과 가치에 의해 지속적으로 형성되고 재형성된다. Henry David Thoreau가 자연 환경에 대한 자신의 경험을 자세히 설명하는 소설 "On Walden Pond"를 집필한 19세기 초월주의 운동을 시작으로 Ralph Waldo Emerson 과 같은 다른 초월주의자들의 작업에 의해 강화된 기후 운동은 다양한 형태를 취했다. 그 후 19세기 후반 존 뮤어(John Muir)는 지구 보존을 위해 시에라 클럽(Sierra Club)을 설립했고, 알도 레오폴드의 1949년 에세이 모음집인 "A Sand County Almanac"은 "토지 윤리"를 확립했으며 자연과 황야의 보존과 보존을 요구하는 현대 환경 윤리의 토대를 마련했다. 1962년에 출판된 Rachel Carson의 "침묵의 봄(Silent Spring)"은 살충제가 환경과 인간 건강에 미치는 해악을 밝히고 DDT 사용 중단에 강력히 동의했다.
지구 기후변화 개념과 그에 따른 기후 관련 행동주의 공간은 1970년대에 시작되었다. 첫 번째 지구의 날은 1970년 4월 22일에 열렸으며 그 후 수십 년 동안 지구 우선 그린피스(Greenpeace, Earth First!) 가 설립되었다. 유엔환경계획 (UNEP), 유엔기후변화협약 (UNFCCC). 지난 30년 동안의 획기적인 기후 문서로는 리오 선언, 교토 의정서, 파리 기후 협약, 글로벌 청소년 기후 행동 선언 등이 있다.
가장 최근에는 인민 기후 행진(People's Climate March) 과 지구 기후 파업(Global Climate Strike)이 매년 전 세계 수백만 명의 활동가와 시민들이 참석하는 행사로 발전했다. 기후 운동은 대화와 옹호의 최전선에 선 젊은이들의 반란으로 다시 활성화되었다. 젊은 스웨덴 여성인 그레타 툰베리(Greta Thunberg )는 미래를 위한 금요일(Fridays for Future) 이라는 이니셔티브를 설립했으며 현재 전 세계 여러 국가에서 활발하게 활동하고 있다. 청소년이 주도하는 기타 활동적인 기후 그룹으로는 멸종 반란( Extinction Rebellion), 선라이즈 운동(Sunrise Movement ), SustainUS, 세계 청소년 기후 행동 선언 (GYCAD), ZeroHour 등이 있으며, 특히 초국가적 및 지역적 수준에서 활동하고 있다.

### 개인의 동기 부여 및 수용
기후 변화를 해결 하려는 개인의 동기는 집단적 행동이 구축되는 기반이다. 의사결정 과정은 가치, 신념, 규범적 행동을 포함한 수많은 요소에 의해 결정된다. 미국에서는 공중보건 체계를 채택했을 때 개인들이 기후 변화 정책을 지지하도록 가장 효과적으로 동기를 부여받았으며, 이 프레임은 국가, 주 또는 도시 등 개인의 지역적 맥락에 기후 문제를 배치함으로써 빙하 녹는 것과 탄소 배출에 대한 이야기에서 종종 유발되는 모호함을 줄여준다.
아직 규범적 신념으로 확립되지 않은 문제인 기후 변화는 종종 행동주의와 옹호에 직면하여 반대의 대상이 된다. 자신의 사회 집단 내에서 더욱 친환경적인 행동을 이끌어내기 위해 대인관계, 풀뿌리 옹호 활동에 참여하는 활동가들은 정중한 대결을 벌이는 활동가라도 반대에 직면할 경우 부정적인 반응과 사회적 결과를 겪을 수 있다. 더욱이, 기후 변화는 지구와 다른 인간 생명에 대한 인위적 영향으로 인해 도덕적 문제로 정의될 수 있지만, 기후 변화를 수용하고 개입의 필요성에 대응하여 행동하려는 동기를 부여하는 데에는 심리적 장벽이 있다. Ezra Markowitz와 Azim Shariff가 Nature Climate Change 저널에 실린 기사는 기후 변화가 인간의 도덕적 판단 시스템에 제기하는 아래 나열된 여섯 가지 심리적 문제를 강조한다.
1. 추상성과 인지적 복잡성: 기후 변화의 추상적인 특성으로 인해 기후 변화를 이해하기가 비직관적이고 인지적으로 노력이 필요하다.
2. 의도하지 않은 행동의 무죄: 인간의 도덕적 판단 시스템은 의도적인 범법에 반응하도록 정교하게 조정되어 있다.
3. 유죄 편견: 인위적 기후 변화는 자기방어적 편견을 유발한다
4. 불확실성은 희망적 사고를 낳는다. 확실한 예후가 없으면 불합리한 낙관론이 초래된다.
5. 도덕적 부족주의: 기후 변화의 정치화는 이념적 양극화를 조장한다
6. 오랜 시간의 지평과 먼 장소: 외부 집단의 피해자는 중도에서 제외된다.

### 과격한 메시지
기후 운동은 다양한 표현을 통해 나타나는데, 일반적으로 관찰되는 기후 변화 프레이밍의 한 측면은 경각심과 비관적이라는 비판을 받아 증거 기반 메시지를 무시하는 과격한 형태의 메시지 프레임이라고 불린다.
정의로운 세계 이론은 일부 개인이 신념을 입증하기 위해 정의로운 세계에 대한 전제에 의존해야 한다는 개념을 뒷받침한다. "정의로운 세계 이론에 대한 연구에 따르면 개인은 정의로운 세계를 믿어야 할 필요성이 위협받을 때 일반적으로 자신의 정의로운 세계 신념을 위협하는 정보를 무시하거나 합리화하는 등 방어적인 대응을 사용한다." 기후 변화의 경우, 행동주의에 동기를 부여하는 것이 무엇인지 이해하려면 무서운 메시지라는 개념이 중요한데, 예를 들어 기후 변화에 대한 두려움은 "자신의 무능력으로 인해 위축될 수 있고, 다른 사람이 책임이 있다고 생각하게끔 동기를 부여한다면 분노를 유발할 수 있다".
2017년 연구에서는 북반구의 활동가 인터뷰 대상자들이 두려움을 동기로 받아들이지만 "희망을 강조하고 죄책감을 거부하며 분노를 조심스럽게 다루는" 것으로 나타났다. 남반구의 인터뷰 대상자들은 "대신 더 심하게 겁을 먹고, 덜 희망적이며, 더 분노하여 죄책감, 즉 책임을 북부 국가에 돌린다. 이러한 차이는 북부 국가의 기후 변화에 대한 상대적으로 탈정치화된 활동가의 접근 방식을 나타낼 수 있다. 남부에서는 좀 더 정치적인 접근 방식을 취하고 있다."
또 다른 2017년 연구에 따르면 두려움은 기후 재앙의 위협에 대한 인식을 높여 행동에 동기를 부여하는 것으로 나타났다. 두려움의 마비 가능성은 희망에 의해 매개된다. 희망은 행동을 추진하는 반면 집단적 행동은 희망을 생성하는 동시에 두려움을 관리하며 위험을 경고하는 두려움의 능력은 "내부적으로" 수용되지만, 사람들을 동원하도록 동기를 부여하는 효과적인 감정으로는 거부된다. 연구에 따르면 끔찍한 메시지는 개인의 의욕을 저하시키고 우려 수준을 낮추며 참여도를 감소시켜 옹호 활동의 효율성을 감소시키는 것으로 나타났다.

### 긍정적인 프레이밍
연구에 따르면 실질적인 해결책, 전략, 목표 및 전술을 제공하는 "예측 프레임"은 동기 "부여 프레이밍"과 결합되어 사람들이 행동하도록 움직이는 데 가장 효과적이라고 주장한다. 특히 기후 변화와 관련하여 긍정적 심리학의 힘은 활동가와 개입을 일으키는 다른 사람들이 적용할 때 분명해진다.
긍정심리학에서 설명하는 동기 부여의 네 가지 주요 원칙은 선택의지, 연민, 탄력성, 목적이다. 제4판에서는 지속 가능성을 위한 심리학(Psychology for Sustainability)을 기후 행동에 적용할 때 지속 가능성과 관련되고 행동의 촉매로서 이러한 교리를 더욱 확장한다. 그 교리는 다음과 같다.
1. 주체: 상황 관련 행동을 선택하고, 계획하고, 실행하는 이
2. 연민(Compassion): 연결감에서 발생하는 다른 사람의 고통을 알아차리고 느끼고 반응하는 것
3. 목적: 의미 있는 활동을 위해 노력
4. 탄력성: 역경에 저항하기 위한 회복, 대처 또는 새로운 전략 개발

희망은 회복력을 강화하는 동시에 목적의식과 선택 의지를 강화한다. 특히 기후 운동가들에게는 희망과 두려움을 분리하는 것이 불가능하지만 다른 사람들이 필요한 조치를 취할 것이라는 희망을 해체할 때, 희망은 자신의 능력에 대한 믿음을 통해 생성되며, 이는 "'자신의' 집단적 행동에 대한 신뢰가 활동가들이 말하는 희망의 본질인 것 같다"는 것을 나타낸다. 또한, 기후 행동과 감사, 자부심, 주관적 행복의 향상, 영향 가능성 등 긍정적인 감정 사이의 연결 고리를 만들면 개인은 기후를 개선하기 위한 자신의 행동을 의욕을 꺾기보다는 지속 가능하고 보람 있는 방식으로 인식할 수 있다.
효과적인 것으로 입증된 또 다른 접근 방식은 모든 시급한 문제가 해결된 미래 유토피아 사회를 투영하는 것이다. 이는 개인을 현재 문제에서 미래 해결책으로 안내하고 둘 사이의 다리 역할을 선택할 수 있도록 하는 창의적인 내러티브를 제공한다. 이러한 세대 간 긍정적인 접근 방식은 개인의 기후 행동에 대한 흥미를 불러일으키고 그들이 참여할 수 있는 창의적인 솔루션을 제공한다.

### 정치적 이념
정치 커뮤니케이션 학자들은 정치적 수사가 존재했기 때문에 프레이밍 전술을 채택했다. 기술의 발전으로 인해 전달되는 커뮤니케이션 채널이 바뀌었으며 구두 의사소통, 서면 자료, 라디오, 텔레비전, 그리고 가장 최근에는 소셜 미디어가 정치의 틀을 잡는 데 중요한 역할을 해왔다. 특히 소셜 미디어를 통해 정치인은 간결하고 정확한 메시지를 통해 자신의 이념을 전달할 수 있다. 두려움이나 분노를 불러일으키는 데 중점을 두고 감정을 자극하는 단어를 사용하여 대중이 정책에 대해 느끼는 방식을 바꾸는 것은 소셜 미디어로 인해 생성된 짧은 관심 기간으로 인해 촉진된다.
최근 수십 년 동안 기후 변화는 매우 정치적으로 다루어졌으며, 종종 기후 변화를 다루거나 개념화하려는 이니셔티브는 어떤 경우에는 마음에 들지만 다른 경우에는 매우 논쟁의 여지가 있다. 따라서 도발을 최소화하면서 의사소통 수단을 찾는 등 청중이 이해할 수 있는 방식으로 기후 활동의 틀을 잡는 것이 중요하다. 특히 미국의 맥락에서는 좌파 성향의 ' 자유주의자 '는 배려, 개방성, 평등주의, 집단적 선이라는 핵심 가치를 공유하고, 불확실성이나 모호성에 대한 관용과 변화 수용을 소유하는 반면 우파 ' 보수주의자 '는 안보, 순수성, 안정, 전통, 사회 위계, 질서, 개인주의라는 핵심 가치를 공유한다. 연구에 따르면 환경 보호를 "순수함"과 신성함이라는 더 많은 가치와 일치하는 것으로 구성하면 환경 보호에 대한 보수주의자들의 지지가 높아질 수 있다.
미국 서부에서 재생 가능 에너지 사용에 대한 대중 승인의 다양한 예측 변수를 조사한 연구에서는 재생 가능 에너지 구성의 효율성을 평가하기 위해 7가지 다양한 프레임을 사용했다. 자유 시장 경제에 대한 지지와 같이 보수주의자들이 자주 반향하는 신자유주의 프레임워크는 보조금을 통한 재생 에너지 지원이나 재생 불가능한 에너지원에 대한 추가 세금을 통해 본질적으로 자유 경제에 제약을 가하는 기후 조치 개입에 반대한다고 가정한다. 따라서 기후 운동가들이 보수 성향의 개인들과 대화할 때 자유 시장 경제에 대한 제약에 대한 두려움을 불러일으키지 않거나 광범위한 생활 방식 변화를 암시하는 프레이밍에 초점을 맞추는 것이 유리할 것이며 동일한 연구의 결과는 정치적 맥락과 관련하여 "재생 에너지에 대한 비기후 기반 프레임이 더 광범위한 대중의 지지를 얻을 가능성이 높다"는 개념을 뒷받침하고 기후 기반 프레임에 대한 양극화된 반응을 보여 주어 기후 변화의 심각한 정치적 양극화를 나타낸다.
정치적 프레이밍의 개념은 손실 회피에서 파생된다. 정치인들은 "사람들은 손실에 직면했을 때 특정 행동을 취하는 경향이 있는 것처럼 이익보다 손실에 더 많은 관심을 갖는다. 특히 사람들은 도움이 된다고 믿을 때 위험을 감수한다." 또한 그들은 손실을 피하지만, 이익에 직면하면 현 상태를 유지하는 위험 회피 전략을 선택한다." 즉, 그들은 자신의 이념에 동의함으로써 패배하지 않는다는 것을 스스로 확신할 수 있는 방식으로 전달한다는 것이다.
정치적인 틀은 기후 변화 외에 다른 정책에도 영향을 미쳤다. 예를 들어, 복지는 정책 시행에 대한 여론을 바꾸기 위해 정치적 프레임을 적용해 왔으며, 다양한 프레임의 순전한 흐름은 수년에 걸쳐 여론의 변화에 도움이 된다. 이는 복지와 관련하여 사람들이 "자격"을 보는 방식에 영향을 미치는데.한쪽 끝은 도움이 필요한 시민들이 복지를 필수라고 주장할 권리가 있다고 주장하는 정치적 신용으로 볼 수 있다. 이는 정부가 시민에 대한 의무로 구성되어 있기 때문이다. 이 프레임에서는 정부가 사회 전체의 삶의 질을 극대화하는 의무를 다하고 있기 때문에 누구도 손실을 입지 않는다. 다른 쪽에서는 프레임 전술을 사용하여 책임과 책임을 정부에서 시민에게 전가함으로써 복지 축소가 필요하다고 보기도 한다. 로널드 레이건 전 미국 대통령이 옹호한 현대 수사학은 사람들이 "더 열심히 일하면" 복지가 필요하지 않을 것이라고 말하는 "열심히 일한다"는 생각을 틀로 삼았다. 이와 대조적인 틀에서, 부유한 사람들은 자신보다 "덜 일하는" 사람들에게 복지 혜택을 지원하는 데 돈을 잃고 있기 때문에 손해를 보고 있으며 이러한 프레임은 복지를 제로섬 게임처럼 보이게 만든다.

### 성별 규범
기후 변화의 틀은 의도된 청중과 행동주의에 대한 다양한 접근 방식에 대한 그들의 인지된 반응에 따라 달라지기도 한다. 스웨덴에서는 남성이 지배하는 교통 부문의 지속 가능성을 평가하는 연구에 따르면 여성성이 제공하는 규범이 지속 가능성 노력을 발전시키는 동시에 해당 부문의 전체 <span typeof="mw:Transclusion" data-mw="{&quot;parts&quot;:[{&quot;template&quot;:{&quot;target&quot;:{&quot;wt&quot;:&quot;CO2&quot;,&quot;href&quot;:&quot;./틀:CO2&quot;},&quot;params&quot;:{},&quot;i&quot;:0}}]}" data-cx="[{&quot;adapted&quot;:true,&quot;targetExists&quot;:true,&quot;mandatoryTargetParams&quot;:[],&quot;optionalTargetParams&quot;:[]}]" id="mwAjg"></span>  배출량을 낮출 가능성이 더 높다고 한다. 이는 연구 전반에 걸쳐 명백하며, "여성의 이동 패턴, 행동 및 태도는 탈탄소화되고 보다 지속 가능한 교통 정책에 보다 도움이 되는 규범을 제안한다"는 것을 나타낸다. 이는 남성성이 많은 분야에서 표준으로 묘사되는 경우가 많음을 시사하며, 남성이 지배하는 많은 분야와 산업에서 결정적으로 누락된 지속가능성 윤리와 여성 사이의 연관성을 입증한다.
연구에 따르면 환경을 고려한 "녹색" 행동 경향을 보이는 소비자는 성별 스펙트럼 전반에 걸쳐 더 여성스러운 것으로 인식되어 "녹색 여성" 고정관념을 강요하는 것으로 나타났다. 기후 운동은 남성성의 특징을 약화시키고 기후에 대한 관심을 기반으로 한 관심에서 성별 격차를 강조하는 나약한 행위로 간주되며 또한, 성 정체성 유지와 관련된 이론의 결과, "남성의 환경 선택은 성별 단서에 의해 영향을 받을 수 있으며, 결과에 따르면 성 정체성(연령 대비) 위협에 따라 남성이 녹색 제품을 선택할 가능성이 적다는 것이 나타났다." 여성성과 관련되고 여성과 친환경 행동 사이의 인지적 연관성을 입증하는 속성에는 공감과 자기초월 능력이 포함된다.

## 법률 분야
에드워드 젤린스키(Edward Zelinsky)는 프레이밍 효과가 입법자들의 관찰된 일부 행동을 설명할 수 있음을 보여주었다.

## 미디어 분야
사회과학 전반에 걸쳐 프레임이 사용되기 때문에 프레임은 다양한 방식으로 정의되고 사용되었다. Entman은 프레이밍을 "흩어진 개념화"와 "분열된 패러다임"이라고 불렀는데 이는 "종종 무심코 정의되며 독자에 대한 암묵적인 이해가 많이 수반되어 있다". 또한 보다 개념적 명확성을 제공하기 위한 노력의 일환으로 Entman은 프레임이 "인지된 현실의 일부 측면을 선택하고 특정 문제 정의, 인과적 해석, 도덕적 평가 및 /또는 설명된 항목에 대한 치료 권장 사항". 특정 정보 조각을 돌출시켜 프레임 작업을 제안하는 Entman의 프레이밍 개념화는 프레이밍 효과의 심리적 토대에 대한 많은 초기 연구와 일치한다(접근성이 가장 중요하다고 주장하는 Iyengar, 참조) 프레이밍 효과의 존재에 대한 심리학적 설명). Wyer와 Srull 은 접근성의 구성을 다음과 같이 설명한다.

### 뉴스 미디어의 예
Bush's War: Media Bias and Justifications for War in a Terrorist Age 에서, Jim A. Kuypers는 2001년과 2005년 사이에 부시 행정부와 미국 주류 언론 매체 간의 테러와의 전쟁 구성 차이를 조사했다. 카이퍼스는 대통령 연설과 해당 연설에 대한 언론 보도 사이의 공통 주제를 찾은 다음 대통령과 언론이 이러한 주제를 어떻게 구성했는지 결정했다. 프레이밍 분석의 수사적 버전을 사용하여 Kuypers는 미국 뉴스 매체가 부시 행정부가 사용했던 프레임과 반대되는 프레임을 발전시켰다고 판단했다.
표 1: 9/11 이후 8주 동안 대통령과 뉴스 미디어 주제 및 프레임 비교
| 테마                 | 대통령의 프레임            | 프레스 프레임                           |
| -------------------- | -------------------------- | --------------------------------------- |
| 좋은 대 악           | 선과 악의 투쟁             | 언급되지 않은                           |
| 문명 대 야만주의     | 문명의 투쟁 대 야만주의    | 언급되지 않은                           |
| 적의 성격            | 사악하고 무자비한 살인자들 | 치명적이고 무차별적이다 부시 행정부     |
| 전쟁의 성격          | 국내/글로벌/지속 전쟁      | 국내/글로벌/오래된 전쟁이나 경찰의 행동 |
| 이전 전쟁과의 유사성 | 다른 종류의 전쟁           | 2차 세계대전인가 베트남인가?            |
| 인내심               | 언급되지 않은              | 일부이지만 부족함                       |
| 국제적 노력          | 정해진                     | 최소한으로 보고됨                       |

1991년 Robert M. Entman은 대한항공 007편 과 이란항공 655편 사이의 언론 보도 차이를 둘러싼 조사를 발표했다. Entman은 방송 시간과 유사한 이벤트에 대한 페이지를 기반으로 다양한 수준의 미디어 보도를 평가한 후 미디어가 이벤트를 제시하는 프레임이 크게 다르다는 결론을 내렸다.
다양한 언론 매체의 보도 범위 차이:
| 각 이벤트에 대한 언론 보도의 양 | 대한항공       | 이란항공       |
| ------------------------------- | -------------- | -------------- |
| 타임 앤 뉴스위크                | 51페이지       | 20페이지       |
| CBS                             | 303분          | 204분          |
| 뉴욕 타임즈                     | 286개의 이야기 | 102개의 이야기 |

1988년 Irwin Levin과 Gary Gaeth는 제품 소비 전후의 속성 정보 구성이 소비자에게 미치는 영향에 대한 연구를 수행했다(1988). 이 연구에서 그들은 쇠고기에 대한 연구에서 75% 살코기가 표시된 쇠고기를 먹은 사람들이 25% 지방이 표시된 쇠고기를 먹은 사람들보다 쇠고기를 더 호의적으로 평가한다는 것을 발견했다. 또한 코로나19 팬데믹 상황에서 대중에게 코로나19 위험을 알리는 메시지를 사용하여 손실과 이득 프레이밍의 사용을 연구했다. 이익 측면에서 프레임된 메시지는 "마스크를 착용하고 생명을 구하세요"라고 말한다. 반면 손실이라는 문구로 구성된 메시지는 "마스크를 쓰지 않으면 생명을 잃게 될 것입니다"라고 말한다. 이 연구 결과는 (1) 코로나19 전파를 예방하기 위한 지침을 따르려는 행동 의도, (2) 코로나19 예방 정책에 대한 태도, (3) 참가자가 코로나19에 대한 더 많은 정보를 찾기로 선택했는지 여부에 영향을 미치지 않는 것으로 나타났다.
1871년 뉴욕의 "지역 브리핑 뉴스"는 한 소년이 총을 가지고 놀다가 손에 총을 맞았다는 소식을 보도했는데 그들은 그 소년을 흠이 없는 사람으로 모함하기 위해 "놀이"라는 일을 이용했다. 이 뉴스는 가정 내 총기의 문제 정의가 총을 사용하는 사람의 문제가 아니라 소년이 손에 총을 쏜 원인이라는 문제 정의를 홍보하기 위해 이 프레이밍을 구성했다.

## 정치 분야
언어학자이자 수사학자인 조지 레이코프(George Lakoff)는 정치적 청중을 설득하기 위해서는 수사적 틀을 통해 사실을 제시해야 한다고 주장한다. 프레임이 없으면 논쟁의 사실이 청중에게 전달되지 않아 논쟁의 효율성이 떨어진다고 주장된다. 정치의 수사법은 프레이밍을 사용하여 해결이 필요한 당면한 문제의 모습을 만들어내는 방식으로 문제를 둘러싼 사실을 제시한다. 긴급 상황에 대한 자신의 해결책을 찾기 위해 프레이밍을 사용하는 정치인은 야당에 비해 가장 적절한 것으로 보인다. 한쪽이 주장을 펼치면 반론은 청중을 설득하는 데 덜 효과적이기도 하다. 왜냐하면 반대측은 문제 자체 외에 문제의 틀을 주장해야 하는 추가적인 부담을 갖게 되기 때문이다.
정치적 문제, 정당 또는 정치적 반대자를 구성하는 것은 특히 미국에서 정치의 전략적 목표이다. 민주당 과 공화당 정당 모두 설득력을 성공적으로 활용하기 위해 경쟁한다.
프레이밍은 대중의 인식을 바꿀 수 있기 때문에 정치인들은 문제가 어떻게 프레이밍 되는지에 대해 의견이 다르다. 따라서 미디어에서 문제를 구성하는 방식은 누가 전투에서 승리하고 있는지를 반영한다. 예를 들어, 조지 워싱턴 대학의 커뮤니케이션 교수인 로버트 엔트먼(Robert Entman)에 따르면, 걸프전이 준비되는 과정에서 보수주의자들은 공격하지 않을 가능성에 대한 언급 없이 공격 여부에 대한 논쟁을 성공적으로 진행했다.
어느 정도 명성을 얻은 Lakoff의 작업 중 하나의 특별한 예는  재판 변호사 (미국에서는 인기가 없음)의 이름을 "공공 보호 변호사"로 바꾸라는 그의 조언이었다. 미국인들은 일반적으로 이 제안을 채택하지 않았지만 미국 재판 변호사 협회는 자신의 신원을 숨기려는 노력으로 상공회의소 에서 스스로를 "미국 정의 협회"로 이름을 바꿨다.
New York Times는 공화당원들 사이에서 비슷한 강도를 묘사했다.
정치적 관점에서 프레이밍은 광범위한 결과를 가져온다. 예를 들어 프레이밍 개념은 의제 설정 개념과 연결되는데 특정 프레임을 지속적으로 호출함으로써 프레이밍 당사자는 문제에 대한 토론과 인식을 효과적으로 통제할 수 있다. Trust Us, We're Experts 의 Sheldon Rampton 과 John Stauber 는 PR( 홍보 ) 회사가 언어를 사용하여 특정 문제의 틀을 잡고 이후에 나타나는 질문을 구조화하는 방법을 보여준다. 예를 들어, 한 회사는 담론을 불편한 주제에서 보다 편안한 주제로 전환하기 위해 특정 용어나 아이디어로 질문에 답하는 전략을 사용하는 "연결 언어"를 사용하도록 고객에게 조언한다. 이에 따라 전략의 실무자는 다른 프레임에 집중하기 위해 한 프레임에서 주의를 돌리려고 시도할 수 있으며 특히 Lakoff는 " 조지 W. 부시가 취임한 날 백악관에서 "세금 경감"이라는 말이 나오기 시작했다."라고 지적했다. 하나의 프레임("세금 부담" 또는 "세금 책임")에서 구조를 다시 초점을 맞춤으로써 개인은 향후 질문의 의제를 설정할 수 있다.

인지 언어학자들은 " 세금 감면 "이라는 문구에서 프레이밍의 예를 지적한다. 이 틀에서 "구제"라는 개념의 사용은 시민에게 부담을 주는 세금의 개념을 수반하기 때문이다(그로 인해 발생하는 혜택은 언급하지 않음).
대안적 틀은 기업에 대한 인프라 지원의 원천으로서 세금의 개념을 강조할 수 있다.틀:Media manipulation프레임은 참가자가 문제를 이해하고 토론할 수 있는 어휘와 은유를 설정하여 토론을 제한할 수 있다. 그것들은 단지 정치적 담론의 일부가 아니라 인지의 일부를 형성한다. 새로운 프레임을 생성하는 것 외에도 정치적 지향적인 프레이밍 연구는 프레이밍과 추론 사이의 연관성에 대한 대중의 인식을 높이는 것을 목표로 한다.

### 예시
- 2001년 9월 11일의 공격에 대한 부시 행정부 의 초기 대응은 테러 행위를 범죄 로 규정하는 것이었다. 이 프레임은 몇 시간 내에 전쟁 비유로 대체되어 " 테러와의 전쟁 "이 탄생했으며 이 두 프레이밍의 차이점은 묵시적인 응답에 있다. 범죄는 범죄자를 재판에 회부하고 선고하는 것을 의미하는 반면, 전쟁은 적의 영토, 군사 행동 및 정부의 전쟁 권한을 의미하기 때문이다.[73][74]
- 2007년 이라크 주둔 미군 규모의 증가를 설명하기 위해 사용된 "확대"라는 용어는 미국이 의도적으로 도발적인 방식으로 분쟁 범위를 확대했음을 암시하고 아마도 미국의 전략이 이라크에 장기간의 군사 주둔을 수반한다는 것을 암시할 수 있다. "서지" 프레이밍은 강력하지만 짧고 일시적인 강도 증가를 의미한다.[75]
- "나쁜 사과 하나가 통을 망친다"라는 속담에서와 같이 "나쁜 사과 " 프레임. 이 프레임은 기관 에서 성과가 저조하거나 부패한 공무원 한 명을 제거하면 주어진 문제가 해결된다는 것을 의미한다. 반대 프레임은 기관 자체에 체계적이거나 구조적인 동일한 문제, 즉 전염성 및 확산 부패의 원인을 제시한다.[76]
- 공공 또는 정부 자금이 아닌 " 납세자 돈" 프레임. 이는 개인 납세자가 시민이나 유권자 로서의 지위가 아닌 세금 납부에 따라 정부 정책을 설정할 청구권이나 권리가 있고 납세자가 이를 통제할 권리가 있음을 의미한다. 모든 시민의 공유 자산인 공공 자금은 집단 이익보다 개인의 이익을 우선시한다.
- 개인이 소유한 재산이 실제로는 해당 개인이 구성원으로 구성된 집단이 소유한다는 것을 의미하는 "집단 재산" 프레임이다. 이 집합체는 국가와 같은 영토적 집합일 수도 있고, 특정 영토에 매핑되지 않는 추상적 집합일 수도 있다.
- 프로그램의 의도된 효과만을 설명할 수 있지만 그 효과를 암시할 수도 있는 프로그램이다. 여기에는 다음이 포함된다.
  - " 해외 원조 "[77] ( 돈을 지출하는 것이 외국인에게 해를 끼치는 것이 아니라 도움이 될 것임을 의미함 )
  - " 사회보장 "(이는 프로그램이 사회에 보안을 제공하기 위해 신뢰할 수 있음을 의미함)
  - " 안정화 정책 "(정책이 안정화 효과를 갖는다는 것을 의미함).
- 여론 조사 및 포커스 그룹을 기반으로 비영리 환경 마케팅 및 메시징 회사인 ecoAmerica 는 지구 온난화가 좌파 옹호 문제로 식별되어 효과적이지 못한 프레이밍이라는 입장을 발전시켰다. 조직은 문제를 대체적으로 공식화하는 것이 더 효과적일 것이라고 정부 관료와 환경 단체에 제안했다.[78]
- Judith Butler는 2009년 저서 Frames of War 에서 자유민주주의 내에서의 전쟁과 전쟁 중에 자행된 잔학행위(구체적으로 현재 이라크 전쟁과 Abu Ghraib 및 Guantanamo Bay의 전쟁을 언급함)에 대한 정당화가 프레임을 수반한다고 주장한다. (특히 무슬림) '타자'를 전근대적/원시적이며 궁극적으로 자유주의 질서 내의 시민과 같은 방식으로 인간이 아닌 것으로 간주한다.[79]
- 정치 지도자들은 개인 사진 작가와 비디오 작가에게 언론인이 접근할 수 없는 사적인 순간에 접근할 수 있는 기회를 제공한다. 이로 인해 뉴스 매체는 정치인이 원하는 프레임을 투영하지만 뉴스 가치가 있을 수 있는 무료로 제공되는 디지털 유인물을 다시 출판할지 여부에 대한 윤리적 딜레마에 직면하게 된다.[80]

## 유효성
Susan T. Fiske와 Shelley E. Taylor에 따르면, 인간은 본질적으로 "인지 구두쇠"라고 말한다. 즉, 가능한 한 적게 생각하는 것을 선호한다는 것이다. 프레임은 사람들에게 정보를 처리하는 빠르고 쉬운 방법을 제공하며 사람들은 들어오는 메시지를 이해하기 위해 앞서 언급한 정신적 필터(스키마라고 불리는 일련의 필터)를 사용한다. 이는 정보의 발신자와 프레이머에게 이러한 스키마를 사용하여 수신자가 메시지를 해석하는 방법에 영향을 미칠 수 있는 힘을 제공한다.

2020년에 발표된 이론에 따르면 판단된 유용성(즉, 메시지에 포함된 고려 사항이 주어진 후속 판단에 사용할 수 있는 것으로 간주되는 정도)은 프레이밍, 의제 설정 및 프라이밍과 같은 인지 미디어 효과의 중요한 중재자일 수 있다. 판단된 유용성을 강조하면 미디어 보도가 특정 고려 사항을 높일 수 있을 뿐만 아니라 고려 사항을 적극적으로 억제하여 후속 판단에 덜 유용하게 만들 수도 있다는 사실이 드러난다. 뉴스 프레이밍 프로세스는 이슈의 다양한 측면 중에서 특정 측면이 다른 측면보다 선택되어 이슈나 이벤트를 특징짓는 것을 보여준다. 예를 들어, 실업 문제는 이민자들이 제공하는 값싼 노동력이라는 측면에서 설명된다. 뉴스 기사에 노출되면 문제의 다른 측면(예: 입법, 교육, 다른 나라로부터의 값싼 수입품)과 관련된 생각보다는 이민자에 해당하는 생각이 활성화되고, 동시에 이전 생각의 중요성을 홍보하여 두드러지게 만든다. 그리고 당면한 문제에 대한 이해와의 관련성. 즉, 이슈 인식은 뉴스 기사에 등장하는 고려사항에 영향을 받는다. 특히, 무시된 고려 사항과 관련된 생각은 특정 고려 사항에 대한 생각이 확대되는 정도까지 격하된다.

## 같이 보기
- 논증 이론
- 편향
- 선택설계
- 커뮤니케이션 이론
- 논의 영역
- 반향실 효과
- 필터 버블
- 언론의 자유
- 출판의 자유
- 언어와 생각
- 밈
- 신어 (1984)
- 정치적 올바름
- 방식 장치
- 궤변
- 스핀 닥터

## 참고자료
틀:World view
서지
- Levin, Irwin P.; Gaeth, Gary J. (1988). “How Consumers are Affected by the Framing of Attribute Information Before and After Consuming the Product”. 《Journal of Consumer Research》 15 (3): 374–378. doi:10.1086/209174. JSTOR 2489471.

## 추가 자료
- Baars, B. A cognitive theory of consciousness, NY: Cambridge University Press 1988, ISBN 0-521-30133-5.
- Boulding, Kenneth E. (1956). The Image: Knowledge in Life and Society. Michigan University Press.
- Carruthers, P. (2003). “On Fodor's Problem”. 《Mind and Language》 18 (5): 502–23. doi:10.1111/1468-0017.00240.
- Clark, A. (1997), Being There: Putting Brain, Body, and World Together Again, Cambridge, MA: MIT Press.
- Cutting, Hunter and Makani Themba Nixon (2006). Talking the Walk: A Communications Guide for Racial Justice: AK Press
- Dennett, D. (1978), Brainstorms, Cambridge, MA: MIT Press.
- Fairhurst, Gail T. and Sarr, Robert A. 1996. The Art of Framing: Managing the Language of Leadership. Jossey-Bass, Inc.
- Feldman, Jeffrey. (2007), Framing the Debate: Famous Presidential Speeches and How Progressives Can Use Them to Control the Conversation (and Win Elections). Brooklyn, NY: Ig Publishing.
- Fodor, J.A. (1983), The Modularity of Mind, Cambridge, MA: MIT Press.
- Fodor, J.A. (1987), "Modules, Frames, Fridgeons, Sleeping Dogs, and the Music of the Spheres", in Pylyshyn (1987).
- Fodor, J.A. (2000), The Mind Doesn't Work That Way, Cambridge, MA: MIT Press.
- Ford, K.M. & Hayes, P.J. (eds.) (1991), Reasoning Agents in a Dynamic World: The Frame Problem, New York: JAI Press.
- Goffman, Erving. 1974. Frame Analysis: An Essay on the Organization of Experience. London: Harper and Row.
- Goffman, E. (1974). Frame Analysis. Cambridge: Harvard University Press.
- Goffman, E. (1959). Presentation of Self in Everyday Life. New York: Doubleday.
- Gonzalez, Cleotilde; Dana, Jason; Koshino, Hideya; Just, Marcel (2005). “The framing effect and risky decisions: Examining cognitive functions with fMRI” (PDF). 《Journal of Economic Psychology》 26: 1–20. doi:10.1016/j.joep.2004.08.004. 2007년 6월 11일에 원본 문서 (PDF)에서 보존된 문서.
- Goodman, N. (1954), Fact, Fiction, and Forecast, Cambridge, MA: Harvard University Press.
- Hanks, S.; McDermott, D. (1987). “Nonmonotonic Logic and Temporal Projection”. 《Artificial Intelligence》 33 (3): 379–412. doi:10.1016/0004-3702(87)90043-9.
- Haselager, W.F.G. (1997). Cognitive science and folk psychology: the right frame of mind. London: Sage
- Haselager, W.F.G.; Van Rappard, J.F.H. (1998). “Connectionism, Systematicity, and the Frame Problem” (PDF). 《Minds and Machines》 8 (2): 161–79. doi:10.1023/A:1008281603611.
- Hayes, P.J. (1991), "Artificial Intelligence Meets David Hume: A Reply to Fetzer", in Ford & Hayes (1991).
- Heal, J. (1996), "Simulation, Theory, and Content", in Theories of Theories of Mind, eds. P. Carruthers & P. Smith, Cambridge: Cambridge University Press, pp. 75–89.
- Johnson-Cartee, K. (2005). News narrative and news framing: Constructing political reality. Lanham, MD: Rowman & Littlefield.
- Kendall, Diana, Sociology In Our Times, Thomson Wadsworth, 2005, ISBN 0-534-64629-8 Google Print, p. 531
- Klandermans, Bert. 1997. The Social Psychology of Protest. Oxford: Blackwell.
- Lakoff, G. & Johnson, M. (1980), Metaphors We Live By, Chicago: University of Chicago Press.
- Leites, N. & Wolf, C., Jr. (1970). Rebellion and authority. Chicago: Markham Publishing Company.
- Martino, De; Kumaran, D; Seymour, B; Dolan, RJ (2006). “Frames, Biases, and Rational Decision-Making in the Human Brain”. 《Science》 313 (5787): 684–87. Bibcode:2006Sci...313..684D. doi:10.1126/science.1128356. PMC 2631940. PMID 16888142.
- McAdam, D., McCarthy, J., & Zald, M. (1996). Introduction: Opportunities, Mobilizing Structures, and Framing Processes—Toward a Synthetic, Comparative Perspective on Social Movements. In D. McAdam, J. McCarthy & M. Zald (Eds.), Comparative Perspectives on Social Movements; Political Opportunities, Mobilizing Structures, and Cultural Framings (pp. 1–20). New York: Cambridge University Press.
- McCarthy, John (1986). “Applications of circumscription to formalizing common-sense knowledge”. 《Artificial Intelligence》 28 (1): 89–116. doi:10.1016/0004-3702(86)90032-9.
- McCarthy, J. & Hayes, P.J. (1969), "Some Philosophical Problems from the Standpoint of Artificial Intelligence", in Machine Intelligence 4, ed. D.Michie and B.Meltzer, Edinburgh: Edinburgh University Press, pp. 463–502.
- McDermott, D. (1987), "We've Been Framed: Or Why AI Is Innocent of the Frame Problem", in Pylyshyn (1987).
- Mithen, S. (1987), The Prehistory of the Mind, London: Thames & Hudson.
- Nelson, T. E.; Oxley, Z. M.; Clawson, R. A. (1997). “Toward a psychology of framing effects”. 《Political Behavior》 19 (3): 221–46. doi:10.1023/A:1024834831093.
- Pan, Z.; Kosicki, G. M. (1993). “Framing analysis: An approach to news discourse”. 《Political Communication》 10 (1): 55–75. doi:10.1080/10584609.1993.9962963.
- Pan. Z. & Kosicki, G. M. (2001). Framing as a strategic action in public deliberation. In S. D. Reese, O. H. Gandy, Jr., & A. E. Grant (Eds.), Framing public life: Perspectives on media and our understanding of the social world, (pp. 35–66). Mahwah, NJ: Lawrence Erlbaum Associates.
- Pan, Z. & Kosicki, G. M. (2005). Framing and the understanding of citizenship. In S. Dunwoody, L. B. Becker, D. McLeod, & G. M. Kosicki (Eds.), Evolution of key mass communication concepts, (pp. 165–204). New York: Hampton Press.
- Pylyshyn, Zenon W. (ed.) (1987), The Robot's Dilemma: The Frame Problem in Artificial Intelligence, Norwood, NJ: Ablex.
- Stephen D. Reese, Oscar H. Gandy and August E. Grant. (2001). Framing Public Life: Perspectives on Media and Our Understanding of the Social World. Maywah, New Jersey: Lawrence Erlbaum. ISBN 978-0-8058-3653-0ISBN 978-0-8058-3653-0
- Russell, S. & Wefald, E. (1991), Do the Right Thing: Studies in Limited Rationality, Cambridge, MA: MIT Press.
- Scheufele, DA; Dietram, A. (1999). “Framing as a theory of media effects”. 《Journal of Communication》 49 (1): 103–22. doi:10.1111/j.1460-2466.1999.tb02784.x.
- Shanahan, Murray P. (1997), Solving the Frame Problem: A Mathematical Investigation of the Common Sense Law of Inertia, Cambridge, MA: MIT Press. ISBN 0-262-19384-1ISBN 0-262-19384-1
- Shanahan, Murray P. (2003), "The Frame Problem", in The Macmillan Encyclopedia of Cognitive Science, ed. L.Nadel, Macmillan, pp. 144–50.
- Simon, Herbert (1957), Models of Man, Social and Rational: Mathematical Essays on Rational Human Behavior in a Social Setting, New York: John Wiley. OCLC 165735OCLC 165735
- Snow, D. A.; Benford, R. D. (1988). “Ideology, frame resonance, and participant mobilization”. 《International Social Movement Research》 1: 197–217.
- Snow, D. A.; Rochford, E. B.; Worden, S. K.; Benford, R. D. (1986). “Frame alignment processes, micromobilization, and movement participation”. 《American Sociological Review》 51 (4): 464–81. doi:10.2307/2095581. JSTOR 2095581.
- Sperber, D.; Wilson, D. (1996). “Fodor's Frame Problem and Relevance Theory”. 《Behavioral and Brain Sciences》 19 (3): 530–32. doi:10.1017/S0140525X00082030.
- Tarrow, S. (1983a). "Struggling to Reform: social Movements and policy change during cycles of protest". Western Societies Paper No. 15. Ithaca, NY: Cornell University.
- Tarrow, S. (1983b). "Resource mobilization and cycles of protest: Theoretical reflections and comparative illustrations". Paper presented at the Annual Meeting of the American Sociological Association, Detroit, August 31 – September 4.
- Triandafyllidou, A.; Fotiou, A. (1998). “Sustainability and Modernity in the European Union: A Frame Theory Approach to Policy-Making”. 《Sociological Research Online》 3 (1): 60–75. doi:10.5153/sro.99.
- Tilly, C., Tilly, L., & Tilly, R. (1975). The rebellious century, 1830–1930. Cambridge, MA: Cambridge University Press.
- Turner, R. H., & Killian, L. M. (1972). Collective Behavior. Englewood Cliffs, NJ: Prentice-Hall.
- Tversky, Amos; Kahneman, Daniel (1986). “Rational Choice and the Framing of Decisions” (PDF). 《The Journal of Business》 59 (4): S251–S278. doi:10.1086/296365. JSTOR 2352759. 2019년 11월 26일에 원본 문서 (PDF)에서 보존된 문서. 2023년 12월 24일에 확인함.
- Wilkerson, W.S. (2001). “Simulation, Theory, and the Frame Problem”. 《Philosophical Psychology》 14 (2): 141–53. doi:10.1080/09515080120051535.
- Willard, Charles Arthur. Liberalism and the Social Grounds of Knowledge Chicago: University of Chicago Press, 199